# Clermont (Oise)
Clermont /klɛʁˈmõ/ è un comune francese di 10 569 abitanti situato nel dipartimento dell'Oise della regione dell'Alta Francia, sede di sottoprefettura.
È patria dello storico e teologo benedettino Guiberto di Nogent.

## Storia
Il nome antico di Clermont, per distinguerla dalle altre città sue omonime, era Clermont-en-Beauvaisis, trovandosi nella zona di Beauvais.
Clermont è stata il centro di un'antica contea nata intorno all'XI secolo; fra i conti di Clermont si annovera Roberto di Francia, capostipite della casata dei Borbone.

## Società

### Evoluzione demografica
Abitanti censiti

## Amministrazione

### Gemellaggi
- Vohburg
- Sudbury
- Chiaramonte Gulfi
- Senden